# Rio Gebhardt
Pour les articles homonymes, voir Gebhardt.
Rio Gebhardt, pseudonyme de Julius Rigo Gebhardt (né le 1er novembre 1907 à Heilbronn, mort le 24 juin 1944) est un pianiste, chef d'orchestre et compositeur allemand.

## Biographie
Julius Rigo Gebhardt naît à la clinique privée pour femmes d'Otto Gutbrod à Heilbronn, parce que ses parents, le chanteur Julius Gebhardt et Maria Anna Haupt, sont invités au Kilianshallen avec leur tournée théâtrale Tegernseer Nachtigallen. L'enfant est amené lors d'autres voyages. On lui prédit un destin de chef d'orchestre en 1911 lorsque l'enfant de quatre ans s'amuse avec un groupe de gitans à Monte-Carlo avec une cuillère à citron. Le père décide alors d'en faire un enfant prodige, lui donne de premières connaissances de la direction d'orchestre et lui fait pratiquer la direction de musique pour Grammophonmusik avec le garçon, où des bouteilles de vin sont utilisées comme substitut aux groupes d'instruments d'un orchestre. Les apparitions de l'enfant ne suscitent pas d'enthousiasme parmi les professionnels, mais son oncle Karl Gille, maître de chapelle à Hanovre, constate le talent de Rio Gebhardt et s’assure qu'il reçoit des leçons de piano. De 1918 à 1920, Rio Gebhardt étudie l'harmonie et la partition avec Paul Scheinpflug, et il suit aussi des cours avec Robert Kahn. Dans les années 1920, il appartient à un groupe d'enfants prodiges, sur lequel le psychologue Franziska Baumgarten mène des études.
En 1922, Rio Gebhardt étudie à Zurich, où il assiste particulièrement aux répétitions d'orchestre de Volkmar Andreae. À cette époque, son jeune frère Ferry, qui avait passé les huit premières années de sa vie dans une famille d'accueil, le rejoint ; un programme de concerts le répertorie comme pianiste et Rio Gebhardt comme chef d'orchestre et compositeur. La famille s'est installée à Berlin en 1917 et Rio et Ferry Gebhardt ont donné plus de 500 concerts en Allemagne et à l'étranger au cours des années suivantes. La famille s'installe à Berlin en 1917 et Rio et Ferry Gebhardt donnent plus de 500 concerts en Allemagne et à l'étranger au cours des années suivantes.
À partir de 1923, Rio Gebhardt étudie avec Kurt Weill ; il gagne sa vie en tant que pianiste dans un orchestre de salon. Deux ans plus tard, il contacte l'éditeur Wilhelm Zimmermann, qui deviendra son principal éditeur et sponsor. Lorsque Zimmermann se tourne vers le jazz au milieu des années 1920, il change d'orientation musicale sous la pression des nazis et se concentre sur la musique de divertissement pour la radio.
Les premières compositions de Rio Gebhardt comprennent quatre pièces pour piano, un concertino pour piano et orchestre et trois Sehnsuchtslieder d'après Ernst Lange pour voix alto avec orchestre. Début 1929, il devient assistant accompagnateur à l'Opéra de Cologne, et revient à Berlin à l'été de la même année.
Gebhardt fonde en 1929 en compagnie de Günther Radtke et Hans Rhode un trio avec piano appelé Ri-Ro-Ru qui joue dans des cinémas et des établissements de divertissement. Avec un programme un peu plus sérieux qu'un pot-pourri de jazz, le trio a la reconnaissance de la presse musicale berlinoise en 1931. La même année, Gebhardt essaie de terminer ses études en suivant des cours d'histoire de la musique et envoie à Franziska Baumgarten ses mémoires. Une méthode de piano jazz sort sous le nom de Gebhardt, mais la partie pédagogique est d'Alfred Baresel. Avec Baresel, Gebhardt enregistre le Blues pathétique et le Fox gymnastique en 1932.
Le Concert in Es publié par Zimmermann en 1932 s'inspire de passages de Rhapsody in Blue et du Concerto en fa de George Gershwin et apporte à Gebhardt, au moins dans le portrait de son éditeur, la réputation d'un "Gershwin allemand". Dans d'autres œuvres, Gebhardt se penche plus vers le style de Billy Mayerl. Le Concert in Es est enregistré le 17 février 1941 avec Rudolf Ehrecke et l'orchestre de la Deutscher Fernseh-Rundfunk et le compositeur en tant que chef d'orchestre, après que les productions radiophoniques furent reportées pendant des années.
Adhérent du NSDAP pour des raisons de carrière, alors qu'il attend un emploi à la Mitteldeutsche Rundfunk AG (Mirag), Gebhardt peut présenter son opérette Das Schloss an der Adria avec un livret de Josef Weiser à Chemnitz. Au lieu de Mirag, Gebhardt est finalement employé par la Reichssender à Hambourg. Au cours des années suivantes, ses œuvres sont fréquemment diffusées à la radio, comme Fest der Infantin en 1934 ou la suite pour ballet Aus der Spielzeugschachtel en 1937 qui n'ont plus rien du jazz. En 1937, il est le premier superviseur musical de la Deutsche Bildfunk à Berlin ; trois ans plus tard, il compose la première musique originale d'un jeu télévisé allemand Kabinett Fulero. La dernière première d'une œuvre de Gebhardt en temps de guerre a probablement lieu le 23 octobre 1941 : Rio Gebhardt est enrôlé dans le service militaire et part  en Russie, tandis que sa femme Ada et ses enfants restent à Berlin. Un temps épargné par le front, Gebhardt peut travailler sur une Mittelalterlichen Suite. Cependant, son espoir d'être transféré dans la compagnie de propagande Münchhausen ne se réalise pas. Gebhardt meurt le 24 juin 1944 sur le front de l'Est.

## Postérité
En 1967, à l'occasion du 60e anniversaire de Gebhardt, Zimmermann publie une publication sur le compositeur. L'auteur est peut-être le représentant autorisé de Zimmermann, Erich Höffner. La musique légère sophistiquée est passée de mode, les œuvres de Gebhardt sont alors largement oubliées. À l'occasion du 50e anniversaire de sa mort, Günther Emig organise une grande exposition à la bibliothèque publique de Heilbronn en 1994, dans laquelle de nombreux documents familiaux sont montrés et publie une présentation des œuvres dans leurs contextes.

## Source de la traduction
- (de) Cet article est partiellement ou en totalité issu de l’article de Wikipédia en allemand intitulé « Rio Gebhardt » (voir la liste des auteurs).